# Rosaster attenuatus
Rosaster attenuatus is een zeester uit de familie Goniasteridae.
De wetenschappelijke naam van de soort werd in 1984 gepubliceerd door Liao.